# Conversa de Gente Grande
Conversa de Gente Grande (abreviado como CGG) é um programa de televisão brasileiro que foi exibido pela Rede Bandeirantes e apresentado por Marcelo Tas. A atração estreou em 15 de junho de 2012 produzida pela Eyeworks. Sua primeira temporada se encerrou devido aos baixos índices de audiência em 26 de agosto de 2012. A segunda temporada teve previsão de estreia para o final de janeiro de 2013, o que não se concretizou.

## Enredo
O programa é uma adaptação do programa argentino Agrandadytos como outros programas trazidos pela Eyeworks. Ele recebe crianças com cerca de 3 a 12 anos de idade para fazer perguntas ao apresentador sobre a vida adulta e atual.

## Antecedentes
A Rede Bandeirantes juntamente com a produtora televisiva Eyeworks planejavam dar a Marcelo Tas um programa como antecessores a este mediado por crianças. O projeto foi desenvolvido em 2011 através de um piloto.
Em fevereiro de 2012 durante a apresentação da grade da Rede Bandeirantes foi anunciado que o humorista iria ter um programa de debates com crianças. A estreia do programa foi adiada diversas vezes por não ter espaço na grade de programação. Até sua estreia ser oficializada com um mês de antecedência para o dia 15 de julho.
Sobre as escolhas das crianças para participarem do programa, ele comentou que no início eles procuravam crianças de 9 a 11 anos até que apareceram de 8, 7 e até de 3 anos segundo definido por ele como um "micróbio".

## Avaliação
Segundo o colunista do portal UOL, Mauricio Stycer concluiu que o programa devido as repetições dos quadros deveria ter um duração menor e que o mesmo "colocou [as] crianças em situações muito engraçadas e “fofas”". Ele também comparou outros programas exibidos e elogiou o apresentador: "Tas é carinhoso e sabe extrair o mais cômico daquelas crianças sem constrangê-las." Já o crítico do site NaTelinha hospedado também do mesmo portal, não hesitou em dizer todas as qualidades da primeira exibição programa, elogiando o apresentador e a atração, e destacou um ponto negativo, a entrevista que os meninos fizeram ao ex-jogador Pelé.